# Guteneck (Johanniskirchen)
Guteneck ist ein Gemeindeteil von Johanniskirchen im niederbayerischen Landkreis Rottal-Inn.
Die Einöde mit Kirche liegt auf der Gemarkung Dummeldorf auf 417 m ü. NHN. Hier ist der Burgstall Guteneck.